# Anne-Marie
Pour les articles homonymes, voir Anne-Marie (homonymie).
Anne-Marie est une comédie de situation québécoise en 29 épisodes de 30 minutes en noir et blanc scénarisée par Eugène Cloutier et diffusée du 12 novembre 1954 au 19 mai 1955 à la Télévision de Radio-Canada.

## Distribution
- Monique Leyrac : Anne-Marie
- Roland Chenail : Pierre
- Robert Gadouas : la voix
- Roger Garceau : François
- Francine Montpetit : sœur d'Anne-Marie
- Rose Rey-Duzil : mère d'Anne-Marie
- Robert Rivard : rôle inconnu
- Jean Saint-Denis : rôle inconnu
- Janine Sutto : rôle inconnu

## Fiche technique
- Scénarisation : Eugène Cloutier
- Réalisation : Jean Faucher